# آنتونیو بلانکو
آنتونیو بلانکو (زاده ۲۳ ژوئیه ۲۰۰۰) بازیکن فوتبال اهل اسپانیا است که در باشگاه دپورتیوو آلاوس بازی میکند.

## آمار باشگاهی
تا تاریخ ۲۲ سپتامبر ۲۰۲۱
| عملکرد                   | عملکرد                   | عملکرد                   | لیگ       | لیگ       | جام      | جام      | قاره‌ای | قاره‌ای | سایر | سایر | مجموع | مجموع |
| فصل                      | باشگاه                   | لیگ                      | بازی      | گل        | بازی     | گل       | بازی   | گل     | بازی | گل   | بازی  | گل    |
|                          |                          |                          | لیگ کشوری | لیگ کشوری | جام حذفی | جام حذفی | اروپا  | اروپا  | دیگر | دیگر | مجموع | مجموع |
| ------------------------ | ------------------------ | ------------------------ | --------- | --------- | -------- | -------- | ------ | ------ | ---- | ---- | ----- | ----- |
| ۲۰۱۷-۲۰۱۸                | رئال مادرید کاستیا       | سگوندا دیویسیون بی       | ۰         | ۰         | ۰        | ۰        | ۵      | ۰      | ۰    | ۰    | ۵     | ۰     |
| ۲۰۱۸-۲۰۱۹                | رئال مادرید کاستیا       | سگوندا دیویسیون بی       | ۰         | ۰         | ۰        | ۰        | ۷      | ۰      | ۰    | ۰    | ۷     | ۰     |
| ۲۰۱۹-۲۰۲۰                | رئال مادرید کاستیا       | سگوندا دیویسیون بی       | ۲۳        | ۱         | ۰        | ۰        | ۶      | ۰      | ۰    | ۰    | ۲۹    | ۱     |
| ۲۰۲۰-۲۰۲۱                | رئال مادرید کاستیا       | سگوندا دیویسیون بی       | ۱۹        | ۰         | ۰        | ۰        | ۰      | ۰      | ۰    | ۰    | ۱۹    | ۰     |
| مجموع رئال مادرید کاستیا | مجموع رئال مادرید کاستیا | مجموع رئال مادرید کاستیا | ۴۲        | ۱         | ۰        | ۰        | ۱۸     | ۰      | ۰    | ۰    | ۶۰    | ۱     |
| ۲۰۲۰-۲۰۲۱                | رئال مادرید              | لالیگا                   | ۵         | ۰         | ۰        | ۰        | ۰      | ۰      | ۰    | ۰    | ۵     | ۰     |
| مجموع رئال مادرید        | مجموع رئال مادرید        | مجموع رئال مادرید        | ۵         | ۰         | ۰        | ۰        | ۰      | ۰      | ۰    | ۰    | ۵     | ۰     |
| مجموع آمار               | مجموع آمار               | مجموع آمار               | ۴۷        | ۱         | ۰        | ۰        | ۱۸     | ۰      | ۰    | ۰    | ۶۵    | ۱     |

### آمار پاس گل
| فصل       | تیم               | پاس گل |
| --------- | ----------------- | ------ |
| ۲۰۱۷-۲۰۱۸ | رئال‌مادرید کاستیا | ۱      |
| ۲۰۱۸-۲۰۱۹ | رئال‌مادرید کاستیا | ۰      |
| ۲۰۱۹-۲۰۲۰ | رئال‌مادرید کاستیا | ۲      |
| ۲۰۲۰-۲۰۲۱ | رئال‌مادرید کاستیا | ۲      |
| مجموع     | مجموع             | ۵      |

## عملکرد باشگاهی
وی اولین بار در بازی رئال مادرید مقابل ختافه برای رئال مادرید به میدان رفت.

## افتخارات
لیگ قهرمانان جوانان اروپا: ۲۰۱۹–۲۰۲۰